# Stensborg, Ekerö kommun
Stensborg är ett bostadsområde på södra Färingsö i Ekerö kommun. Från 2015 avgränsar SCB här en småort.